# Isidrogalvia schomburgkiana
Isidrogalvia schomburgkiana är en kärrliljeväxtart som först beskrevs av Daniel Oliver, och fick sitt nu gällande namn av Robert William Cruden. Isidrogalvia schomburgkiana ingår i släktet Isidrogalvia och familjen kärrliljeväxter. Inga underarter finns listade.